# Tečovice
Tečovice település Csehországban, a Zlíni járásban. Tečovice Otrokovice, Zlín és Sazovice településekkel határos. Lakosainak száma 1477 fő (2024. január 1.).

## Népesség
A település lakosságának változását az alábbi diagram mutatja:
| Lakosok száma | 570  | 762  | 884  | 1343 | 1232 | 1287 | 1318 | 1334 | 1349 | 1477 |
|               | 1869 | 1900 | 1921 | 1961 | 1980 | 2011 | 2016 | 2019 | 2021 | 2024 |